# Escola Municipal de Astrofísica
A Escola Municipal de Astrofísica Professor Aristóteles Orsini (EMA) é uma unidade pública de ensino dedicada a ministrar cursos gratuitos de astronomia e assuntos correlatos a estudantes do ensino básico, astrônomos amadores, professores e interessados em geral. Localiza-se no Parque Ibirapuera, ao lado do Planetário Professor Aristóteles Orsini (também chamado "planetário do Ibirapuera"), na cidade de São Paulo, Brasil. É subordinada à Divisão de Astronomia e Astrofísica da Secretaria do Verde e do Meio Ambiente do município e integra o Complexo de Planetários de São Paulo.
A escola foi fundada em 1961, por iniciativa médico e astrônomo amador Aristóteles Orsini, visando atender à demanda por cursos de iniciação à astronomia, estimulada pelas sessões do planetário do Ibirapuera, que havia sido inaugurado pouco tempo antes, em 1957. Tornou-se nas décadas seguintes um importante centro de difusão de conhecimentos astronômicos básicos, tendo contribuído também para a formação complementar de astrônomos profissionais brasileiros, em função da escassez de cursos de graduação em astronomia no país, tendo também participado, junto com o planetário do Ibirapuera, de pesquisas pioneiras em registros radioastronômicos.
Desde sua criação, a escola já ministrou mais de 500 cursos, atendendo a um público superior a 20.000 pessoas. Atualmente, oferece cursos de variados níveis, desde introdução à astronomia até outros mais aprofundados como construção de telescópios, astronomia do sistema solar, evolução estelar e cosmologia. Seu edifício, projetado por Roberto Tibau, mescla elementos da arquitetura moderna em sua vertente carioca com conceitos da denominada escola paulista. Tombado pelo Condephaat e pelo Conpresp, é equipado com três salas de aula, salas especiais, biblioteca, auditório com capacidade para 100 lugares e espaços para exposições, além do terraço, equipado com um observatório astronômico e outros instrumentos destinados à observação dos astros. A escola possui ainda uma biblioteca especializada e um acervo de objetos históricos relacionados à astronomia e ciências afins.

## História

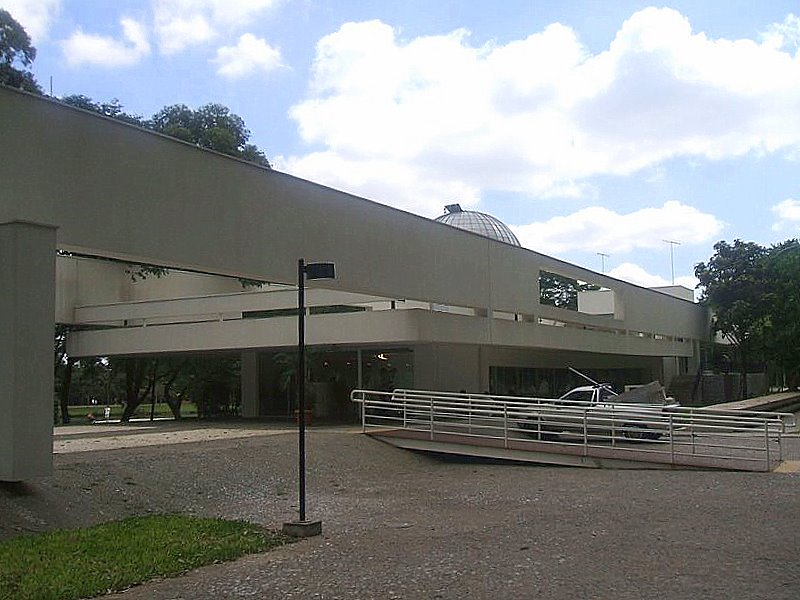
Fachada lateral da Escola Municipal de Astrofísica

A escola foi fundada em 1961, por iniciativa médico e astrônomo amador Aristóteles Orsini, visando atender à demanda por cursos de iniciação à astronomia, estimulada pelas sessões do planetário do Ibirapuera, que havia sido inaugurado pouco tempo antes, em 1957. Foi aberto em 1961  pelo então prefeito de São Paulo Adhemar de Barros. Até 1966 funcionou através de voluntários da Associação Amadores de Astronomia. Sofre sua primeira reforma em 1973 e dois anos depois mudou de administração: sai da secretaria de educação e cultura e migra para a secretaria de serviços e obras.Com o advento do Cometa Haley, a Escola se movimenta para atender a população curiosa para saber mais sobre o fenômeno e a partir de 1985 a escola começou a oferecer 10 cursos sobre o assunto. No ano seguinte sofre nova reforma parcial e reestrutura seus cursos, adicionando 33 cursos oficiais na grade. Dois anos depois a equipe da escola é profissionalizada, exigindo nível superior a todos os profissionais.
Em 1991 é aberta a biblioteca da escola na região da sacada da escola. Em 1998 a escola define a grade para a formação de astrônomos amadores.No século XXI,  o local sofre por uma série de modificações. Primeiro em 2003 com o estabelecimento de convênio com o Instituto Vitae para novos equipamentos. Um ano depois a escola é fechada para grande reforma - a maior desde a abertura. Porém foi só em 2007 que a reforma se iniciou, readequando fachadas e restaurando todas as áreas do prédio. Em 2008 a Escola é reaberta.

## Arquitetura
O projeto do prédio é de Roberto Tibau, arquiteto de influencias das escolas paulistas e cariocas de arquitetura moderna, em contraponto as obras de Oscar Niemeyer no restante do parque. A planta do local segue as diretrizes dos “Cinco pontos da nova arquitetura”, criada pelo célebre arquiteto Le Corbusier. Apesar de no papel seguir essa escola, não segue a risca na prática. A grande reforma ocorrida em 2007 trouxe ao prédio uma série de melhorias. Inicialmente, uma expansão no seu subsolo para melhor abrigar a parte administrativa e pedagógica da escola, sem afetar as características originais do prédio tombado pelo Condephat. Já as fachadas foram rejuvenescidas, com o terraço, muros de pedra sendo restaurados e a instalação de vidros de segurança

### O Prédio

#### Acesso

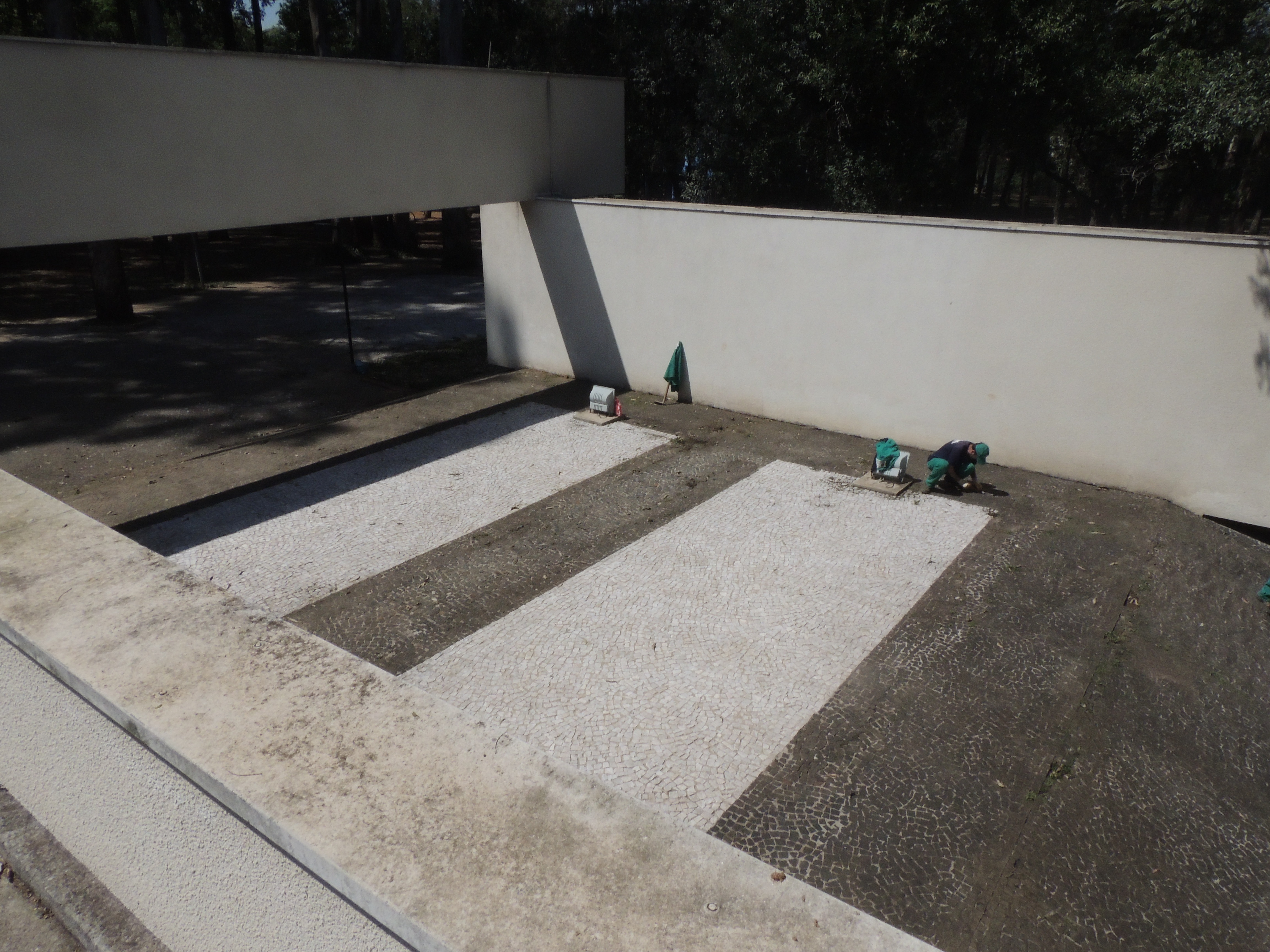
O local conta ainda com um elevador interno que leva o visitante aos três níveis do prédio, inclusive no terraço

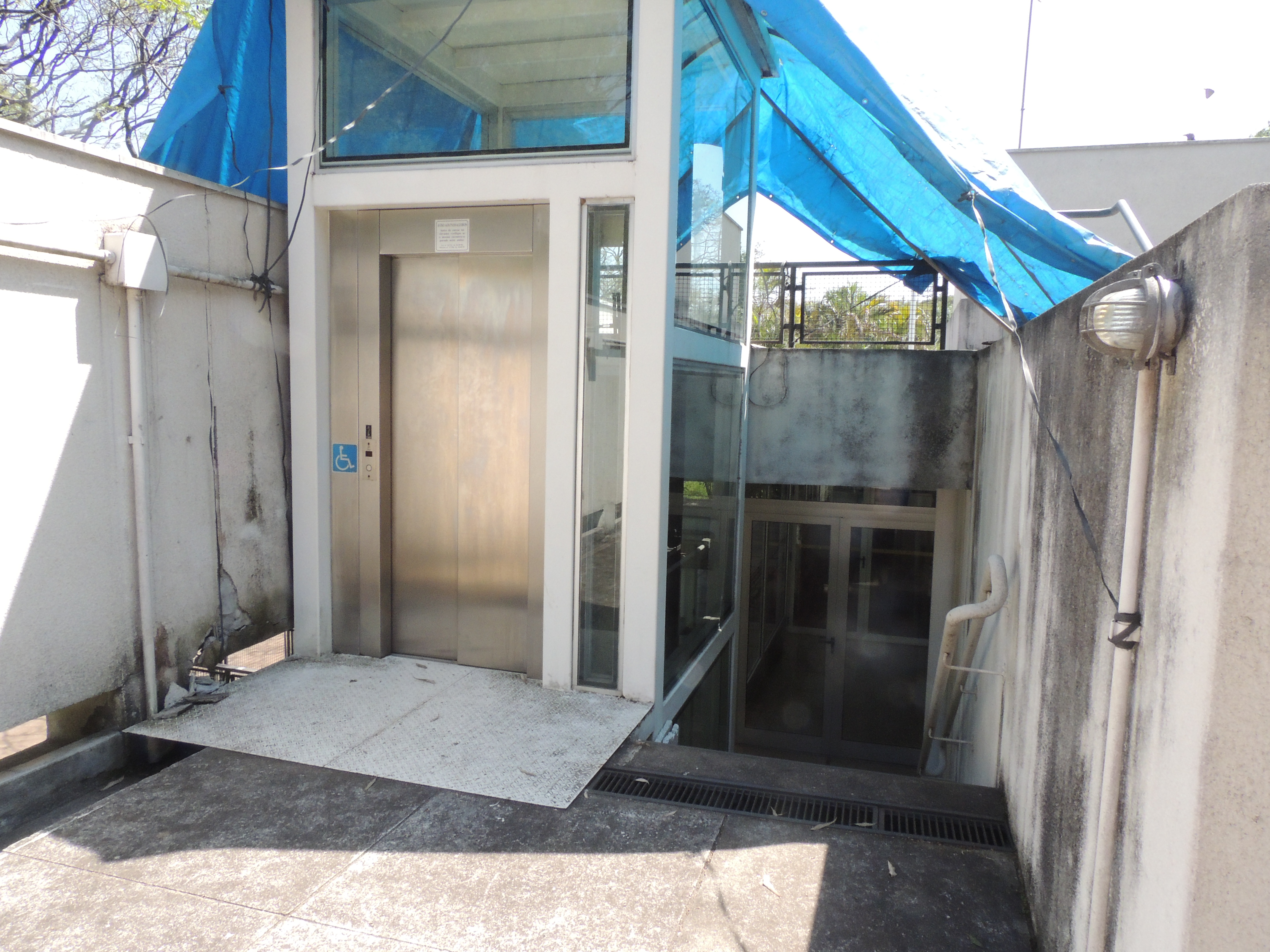
Elevador de acesso a escola: acessibilidade em todos os andares

De acordo com o projeto original, a Escola Municipal de Astrofísica teria sua entrada principal na parte sul da obra, ao lado de dois espelhos d'água que iriam ficar acima do nível do parque do Ibirapuera. Com a reforma, a entrada se manteve no mesmo lugar, mas com a subtração dos espelhos d’água, que foram substituídos por pisos diferentes aos da entrada principal, aumento a área de acesso ao local, que também ganhou uma rampa para melhor acessibilidade.

#### Sala de Exposições
Localizada no corredor central do prédio, recebeu melhorias na reforma, que tirou as divisórias do local, proporcionando a claridade e visibilidade prevista no projeto original. Hoje a sala tem vistas para o lago de um lado e o planetário do outro. O local ainda abriga uma série de cartazes informativos sobre temas pertinentes ao local como Análise da luz, Sol, evolução estelar, galáxias, Cosmologia, e Radioastronomia.

#### Auditório

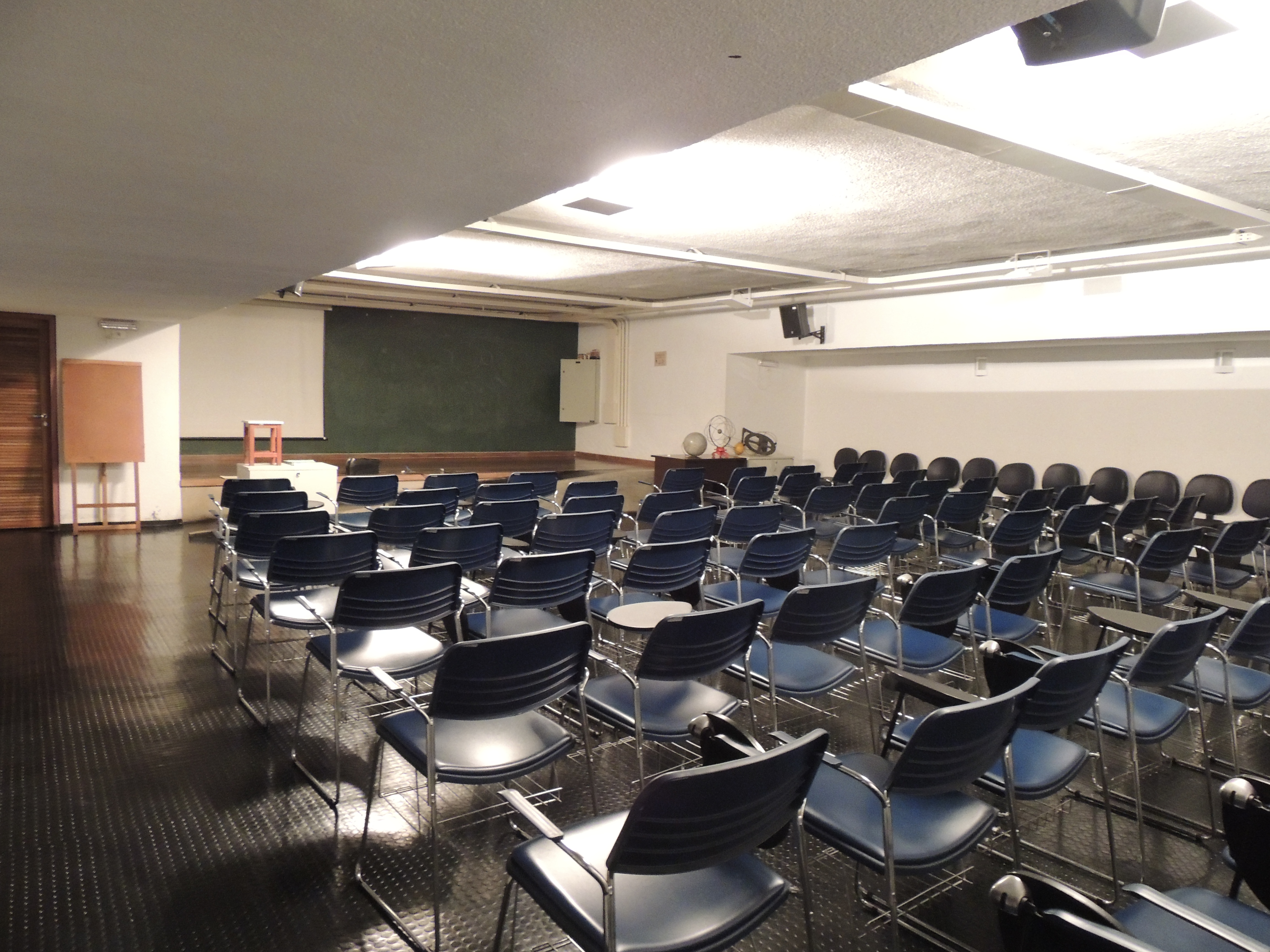
Auditório da Escola Municipal de Astrofísica Professor Aristóteles Orsini

O auditório hoje tem caráter multiuso, e após a reforma foi equipado com uma série de equipamentos multimídia, além de ter hoje acentos removíveis que transformam a sala em um local não só de palestras, mas de apresentações de todo gênero.

#### Sala de Leitura
Previsto para ser área dedicada aos estudantes, hoje abriga o Conselho Regional de Física.

#### Administração
Não visível  pelo lado de fora, a administração do local tem 227 metros quadrados e foi criado por conta de um corte no terreno a fim de melhor ventilação. Abriga a administração e a sala do técnicos e professores.

## Galeria

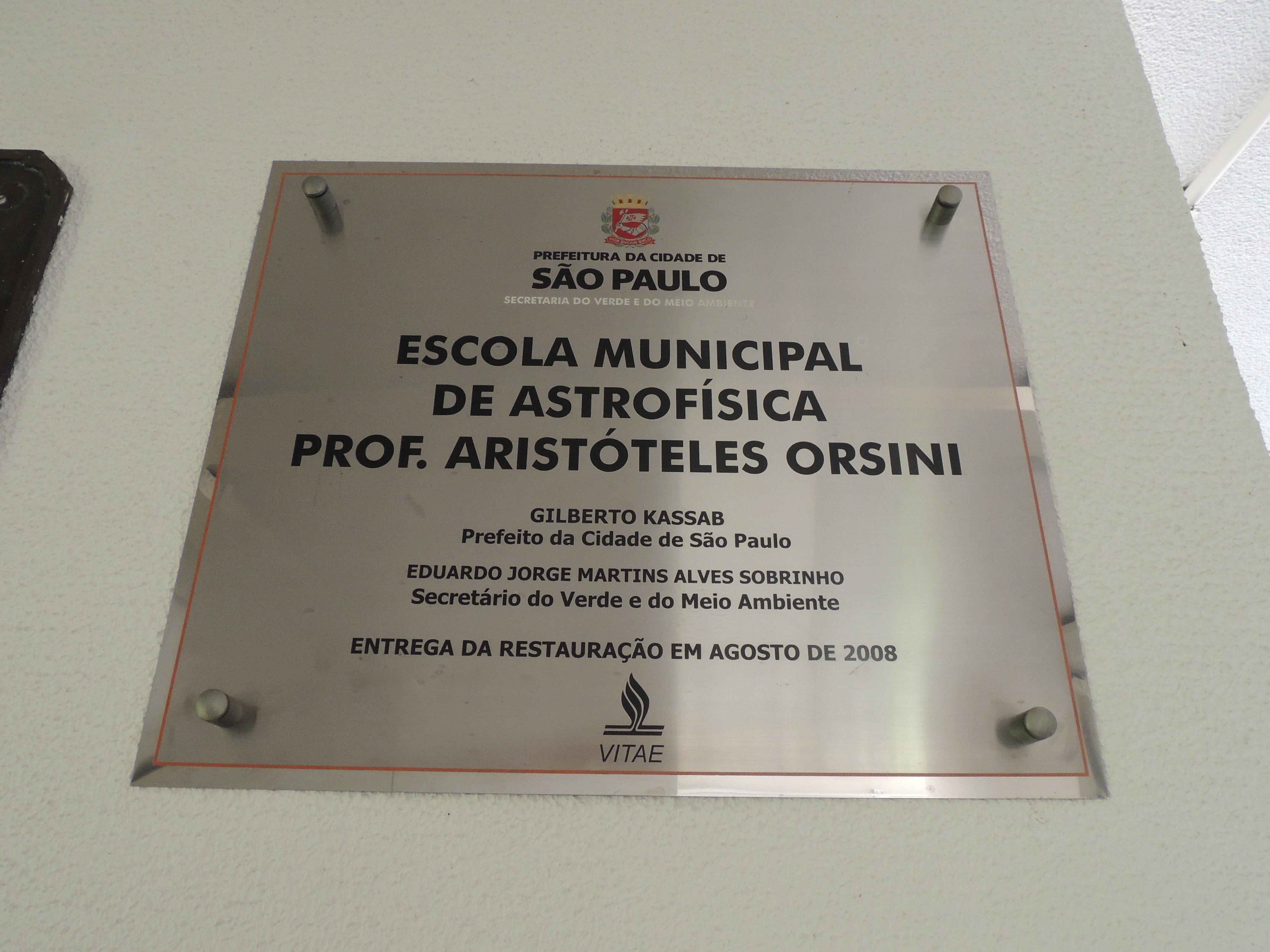
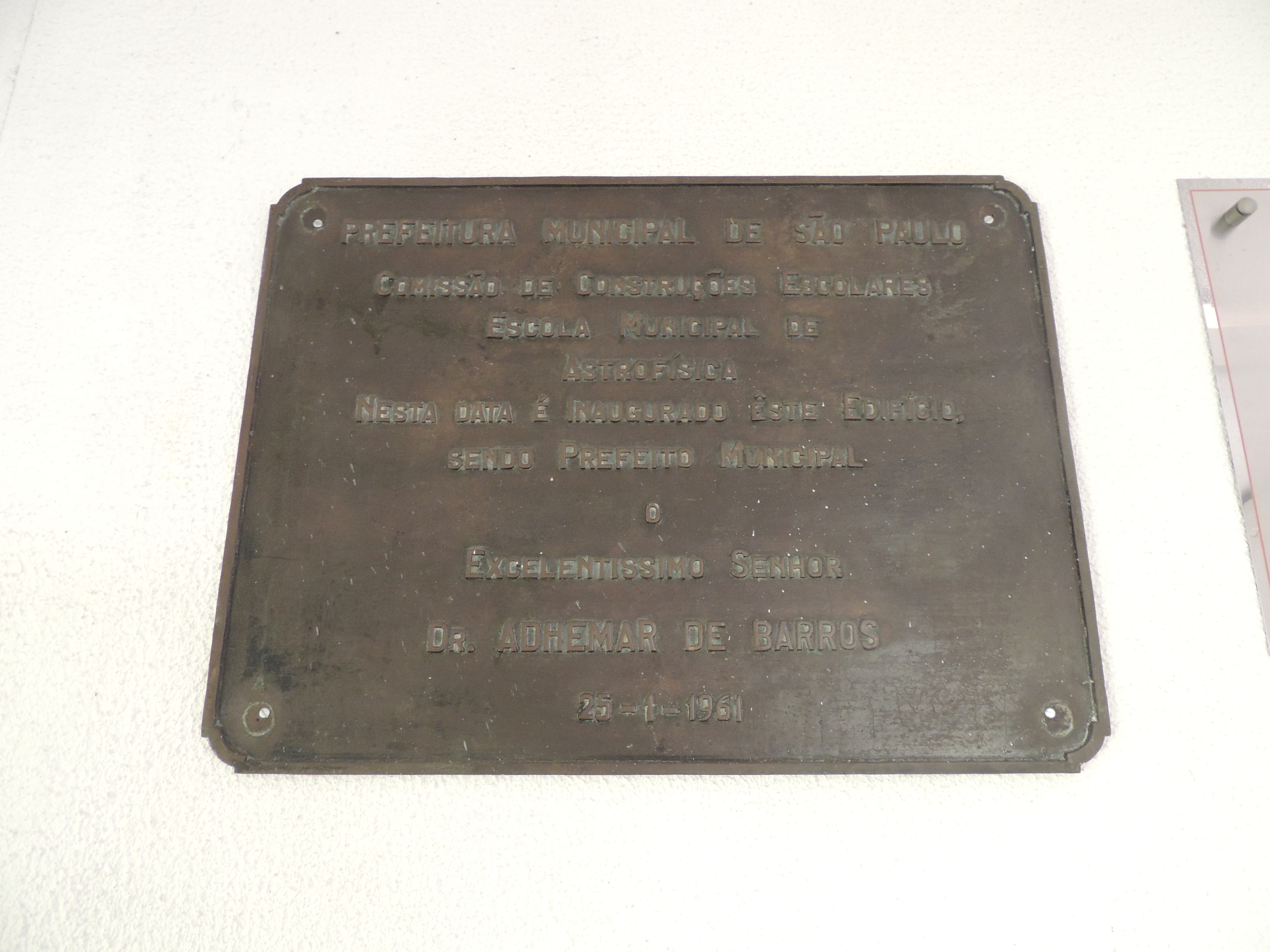
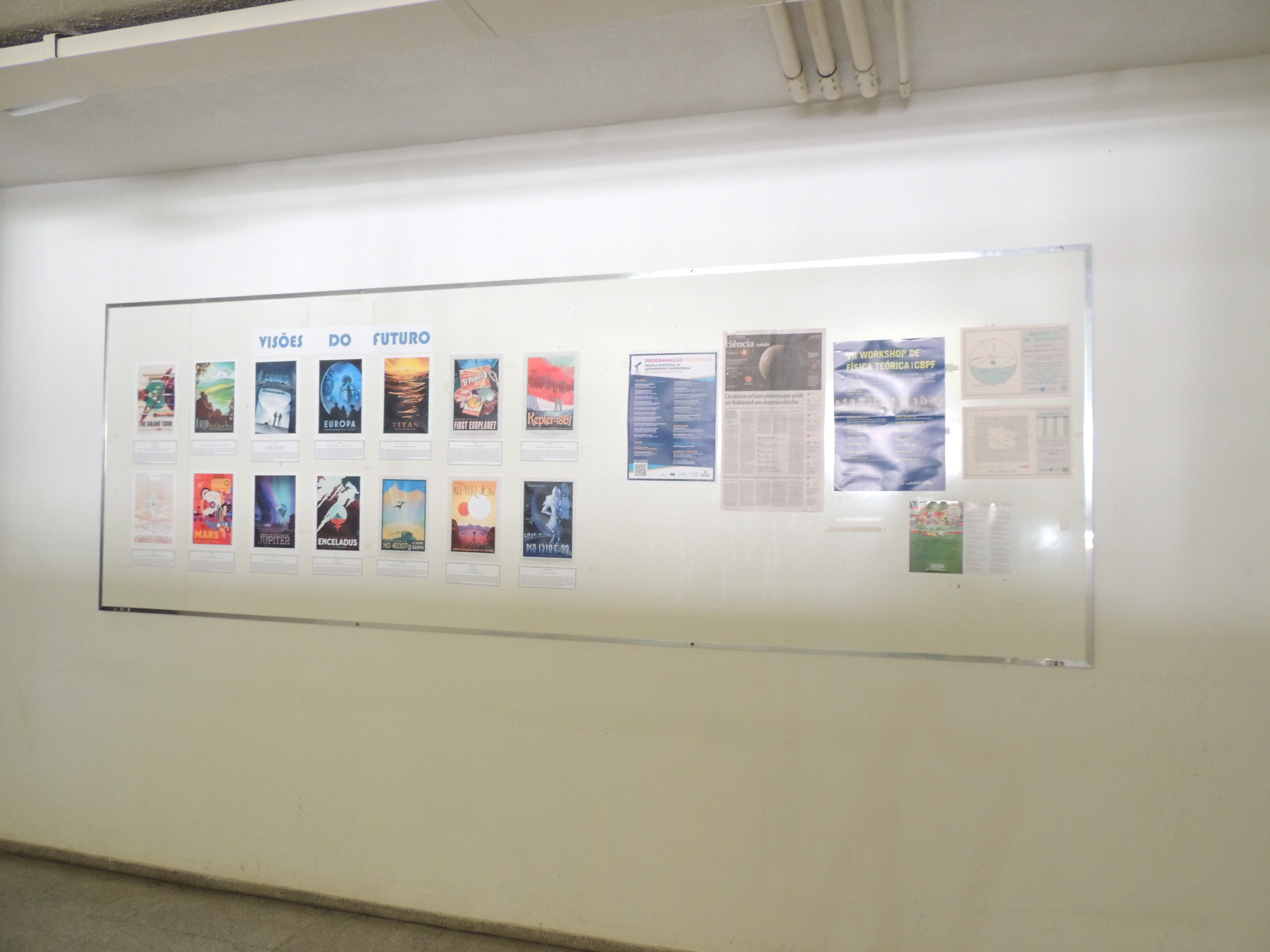
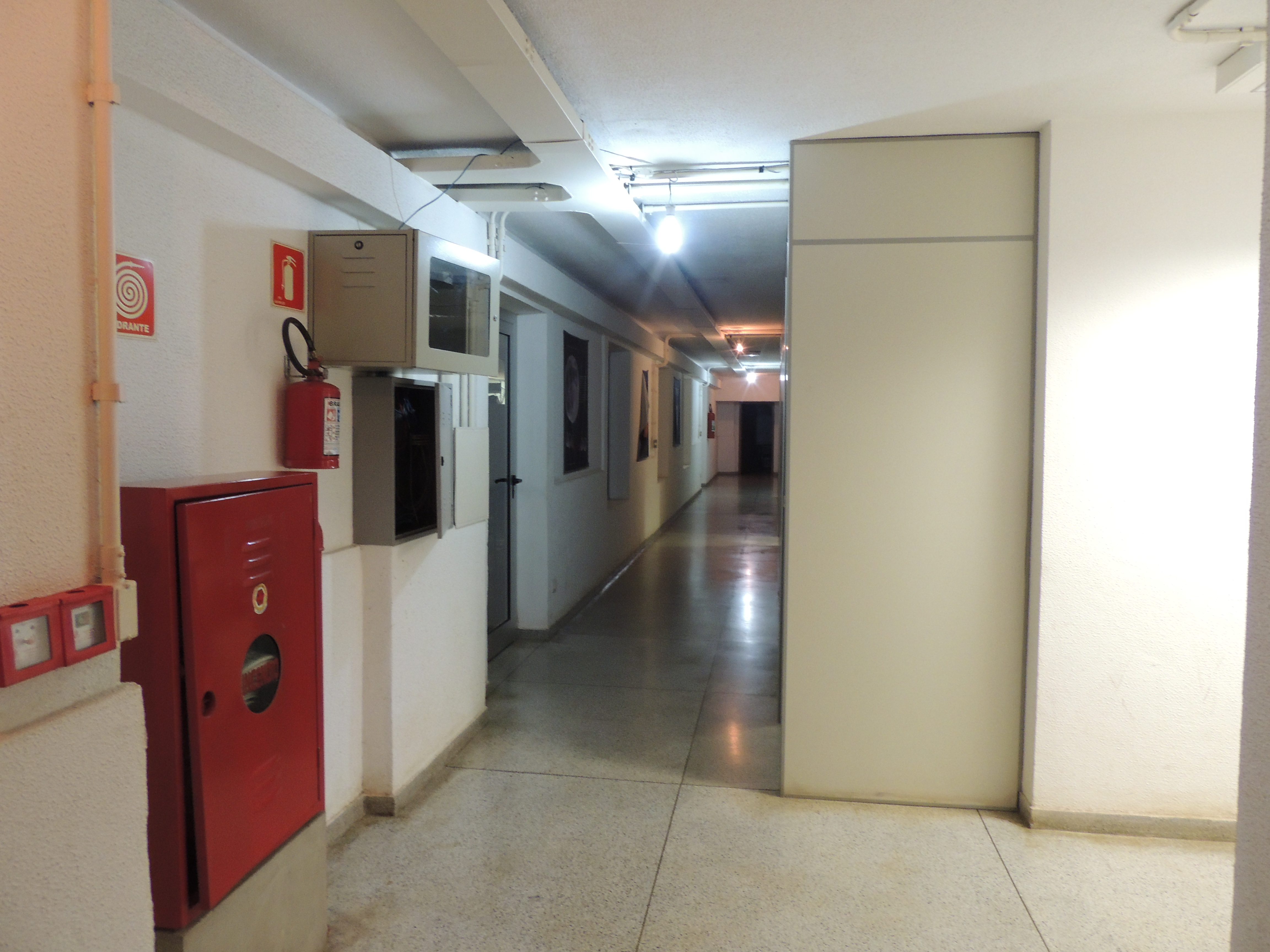
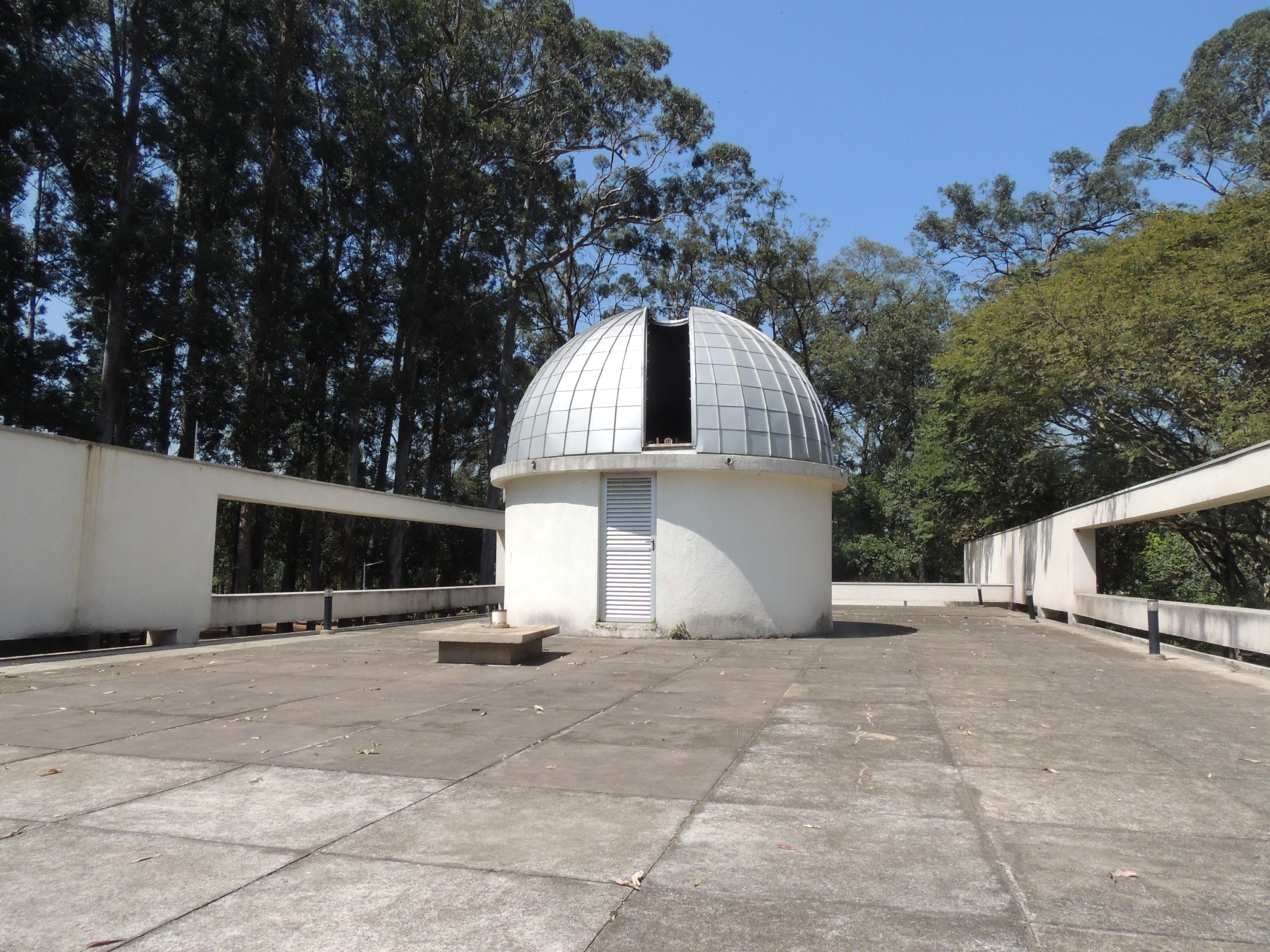
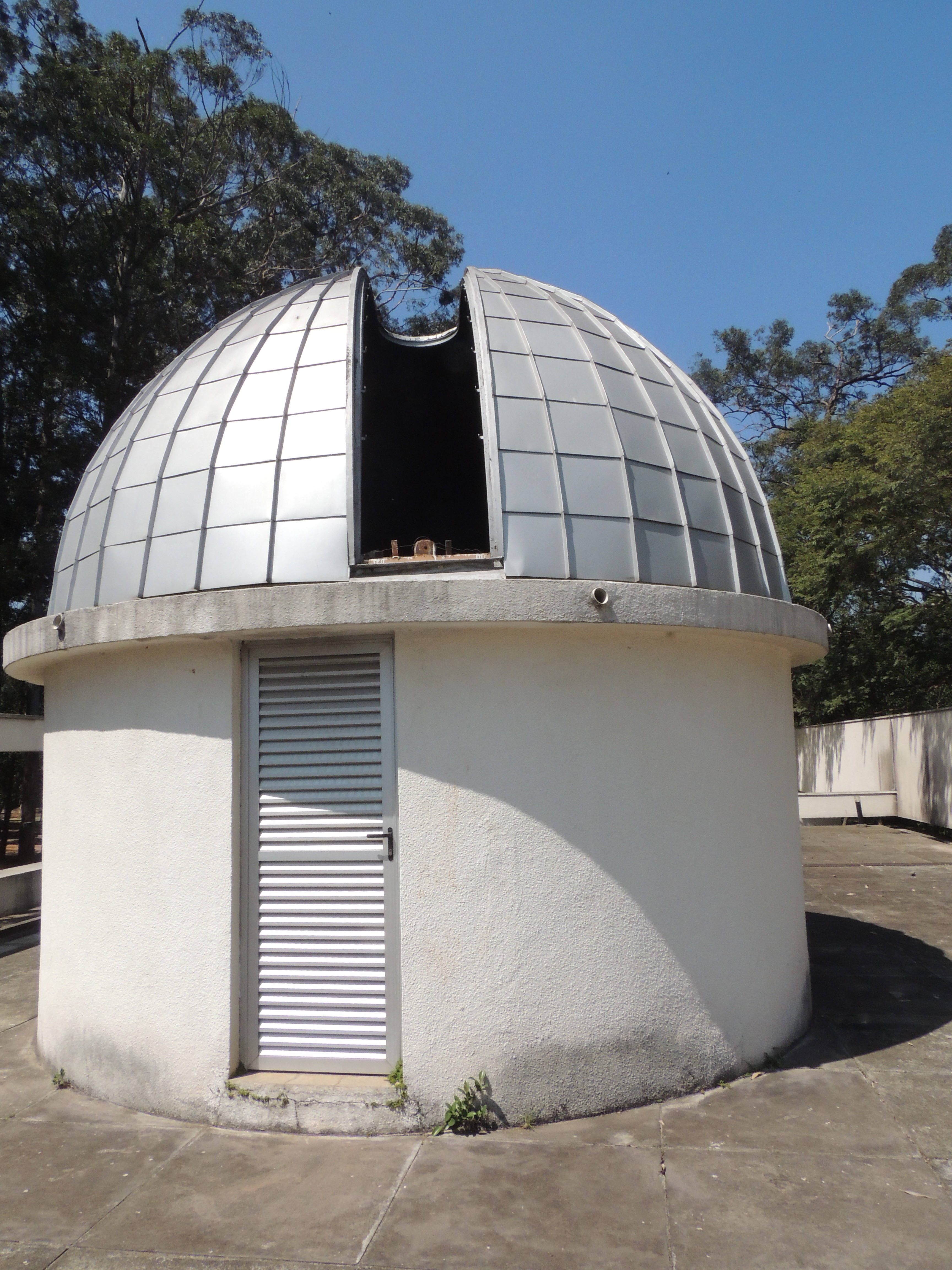
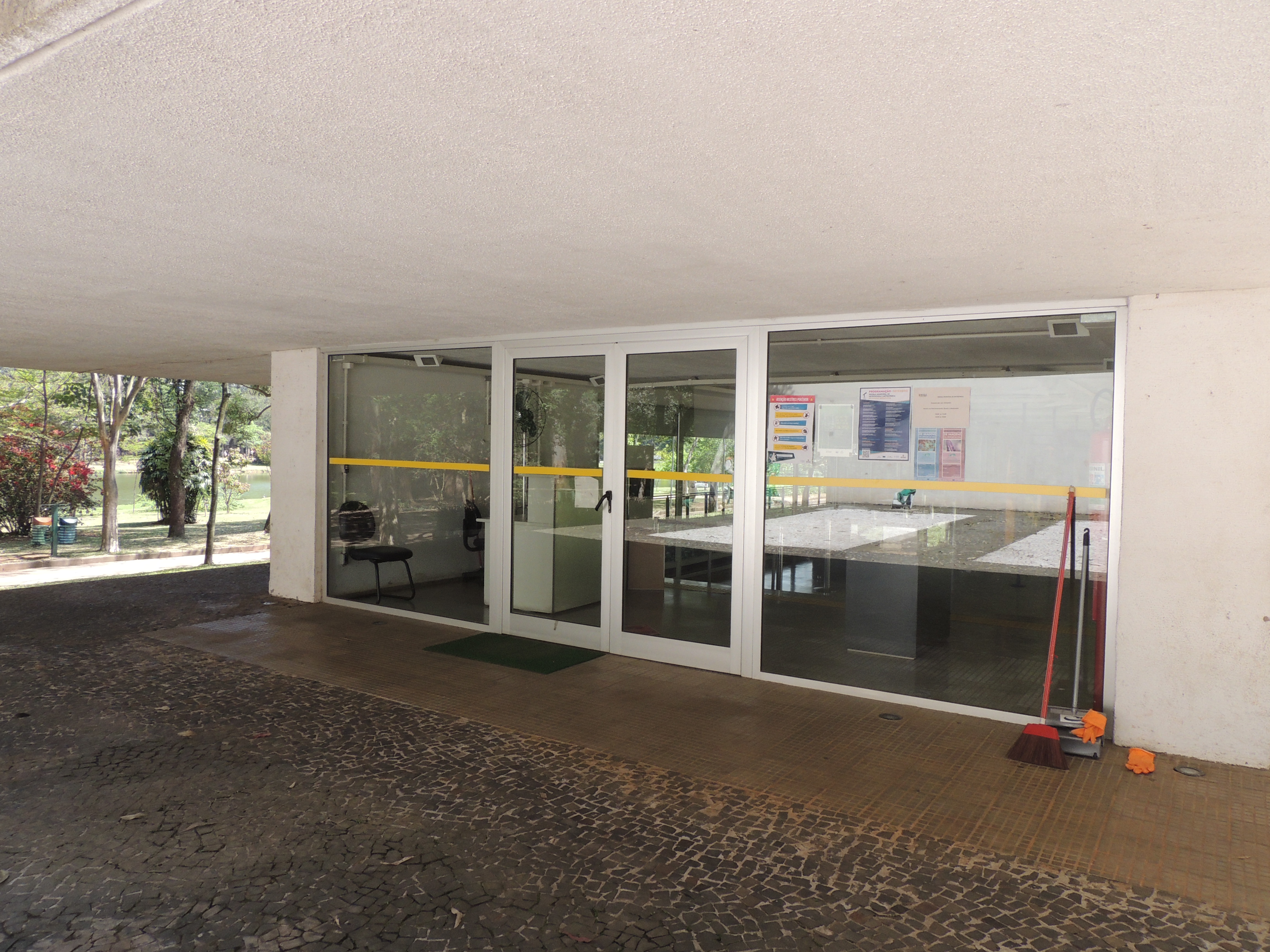
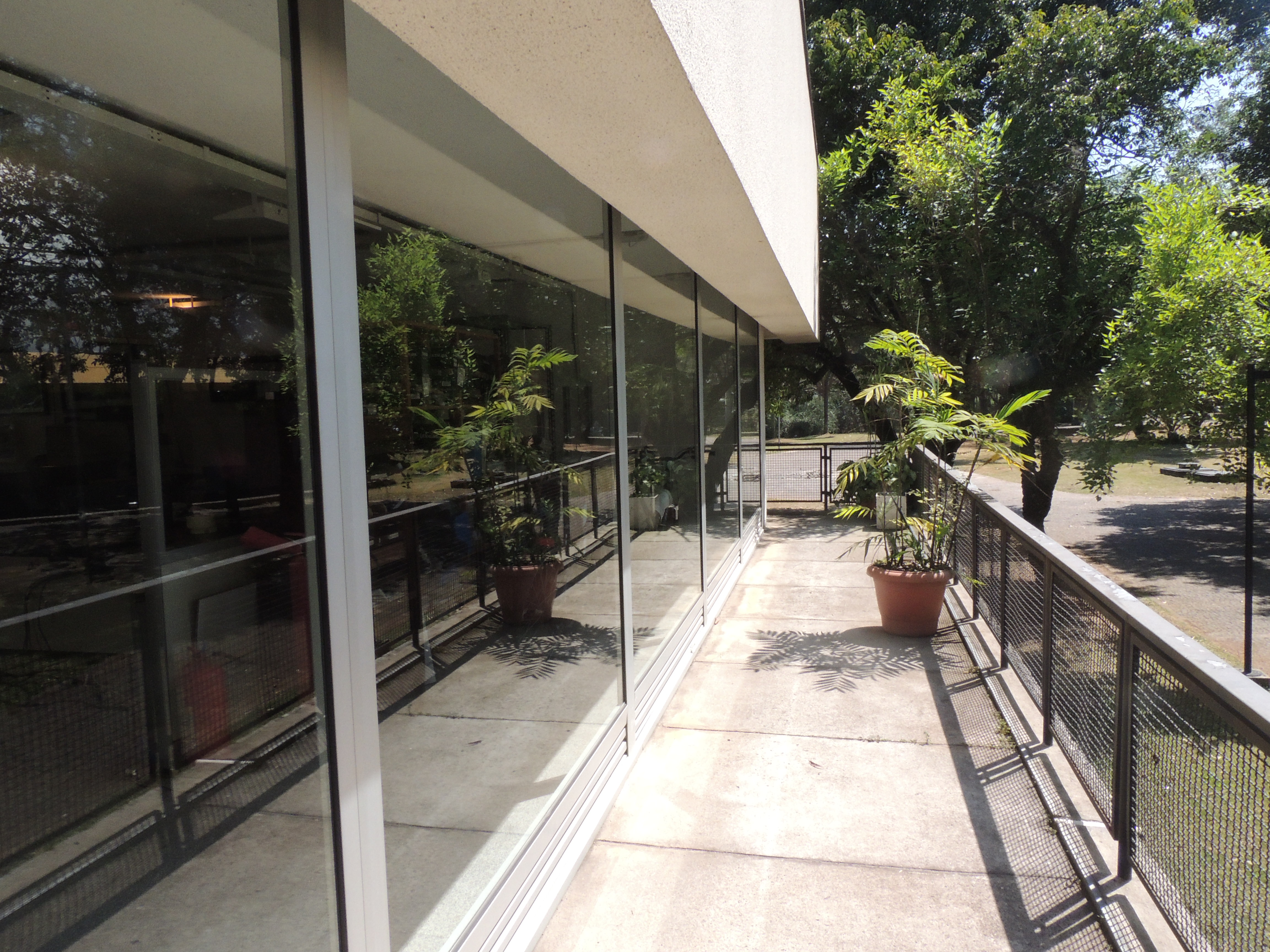